# 弘長新制
弘長新制（こうちょうしんせい）とは、弘長3年8月13日（1263年9月16日）に出された全41か条からなる新制（公家新制）。

## 概要
後嵯峨院政の下で、徳政推進の意図から出されたと推定されている。
伊勢神宮・興福寺などの寺社関連の条文（1-13・33・40・41条）、過差禁止（28-32・39条）各種の公事関連の条文（14-27条）や京都の治安回復および検非違使関連の条文（34-37・39条）、殺生禁断関連の条文（40・41条）から構成される。
公事関連に関して積極的な施策を打ち出し、官位補任の秩序回復や紀伝道・国司・公田などの諸制度の再建、訴訟における賄賂の禁止、荘園を巡る本家と領家の訴訟の解決などの方針を示した。
鎌倉幕府の政治支配の拡大と朝廷自身が公田の荘園化や知行国制による国司制度の解体を進めている中で、実行困難な内容も含まれているが、興福寺に仏事振興の施策を奏状として出させてそれを認める太政官牒（弘長3年10月17日付）を発給するなど、実行された施策も確認されている。